# Municipio de Volga (Dakota del Sur)
El municipio de Volga (en inglés: Volga Township) es un municipio ubicado en el condado de Brookings en el estado estadounidense de Dakota del Sur. En el año 2010 tenía una población de 383 habitantes y una densidad poblacional de 4,3 personas por km².

## Geografía
El municipio de Volga se encuentra ubicado en las coordenadas 44°19′21″N 96°56′27″O / 44.32250, -96.94083. Según la Oficina del Censo de los Estados Unidos, el municipio tiene una superficie total de 88.97 km², de la cual 87,67 km² corresponden a tierra firme y (1,46 %) 1,29 km² es agua.

## Demografía
Según el censo de 2010, había 383 personas residiendo en el municipio de Volga. La densidad de población era de 4,3 hab./km². De los 383 habitantes, el municipio de Volga estaba compuesto por el 97,91 % blancos, el 1,31 % eran asiáticos, el 0,26 % eran de otras razas y el 0,52 % eran de una mezcla de razas. Del total de la población el 2,09 % eran hispanos o latinos de cualquier raza.